# Tomás da Anunciação
 (février 2025).
Tomás José da Anunciação (Ajuda, 26 octobre 1818 - Encarnação, 3 avril 1879) est un peintre portugais de l’époque romantique qui, après avoir exploré plusieurs genres, se consacra finalement à la peinture animalière, domaine dans lequel il se distingua.

## Biographie
Issu d’un milieu modeste, il était le fils de Manuel Joaquim da Anunciação et de Maria Vitória da Piedade.
Tomás da Anunciação fit ses études à Lisbonne, à l’Académie des Beaux-Arts (ancien couvent de São Francisco), où il s’inscrivit en 1837 au cours de dessin et où il enseigna plus tard. Après l’achèvement de sa formation, il fut engagé comme dessinateur au Musée d’Histoire Naturelle, ce qui renforça son intérêt pour les formes naturelles. Il obtint le premier prix durant chacune des quatre années de son cursus, qu’il acheva en 1841, avant de s’inscrire au cours de peinture historique, qu’il termina en 1844. Parmi ses élèves figure José Malhoa.
Contemporain de José Rodrigues, Francisco Augusto Metrass, Miguel Ângelo Lupi et du vicomte de Meneses, entre autres.
Il collabora à plusieurs publications artistiques, notamment le journal illustré Arquivo Pitoresco (1857-1868) et la Revista Contemporânea de Portugal e Brasil (1859-1865).
En 1884, en hommage à son œuvre, l’Académie des Beaux-Arts créa le Prix Anunciação.
Il fut également directeur intérimaire de l’Académie des Beaux-Arts et directeur de la Galerie Royale de l’Ajuda.
Tomás da Anunciação décéda à l’âge de 60 ans des suites d’une attaque d’apoplexie, à son domicile situé au numéro 64 de la Rua dos Mouros, à Lisbonne. Célibataire et sans descendance, il fut inhumé le 5 avril 1879 au cimetière de l’Alto de São João, dans le caveau n°1416. Ses funérailles furent largement couvertes par la presse portugaise de l’époque, figurant en première page de nombreux journaux.

## Oeuvres
- 1852 - Vue d'Amora, paysage avec personnages
- 1857 – Vue de Penha de França
- 1871 - Le Veau (O Vitelo)

### Galerie d'oeuvres

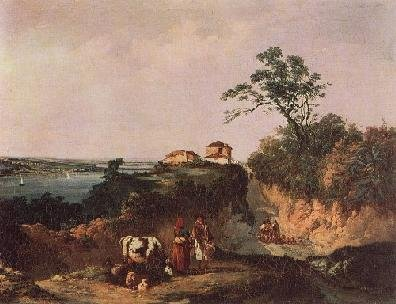
Vue d'Amora, paysage avec personnages (1852), Museu do Chiado
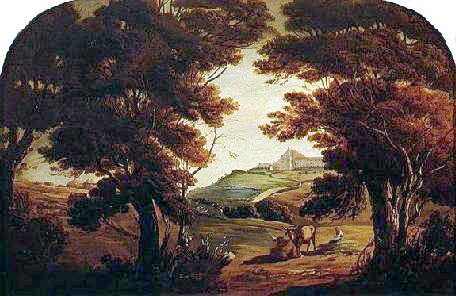
Vue de Penha de França (1857), Musée du Chiado
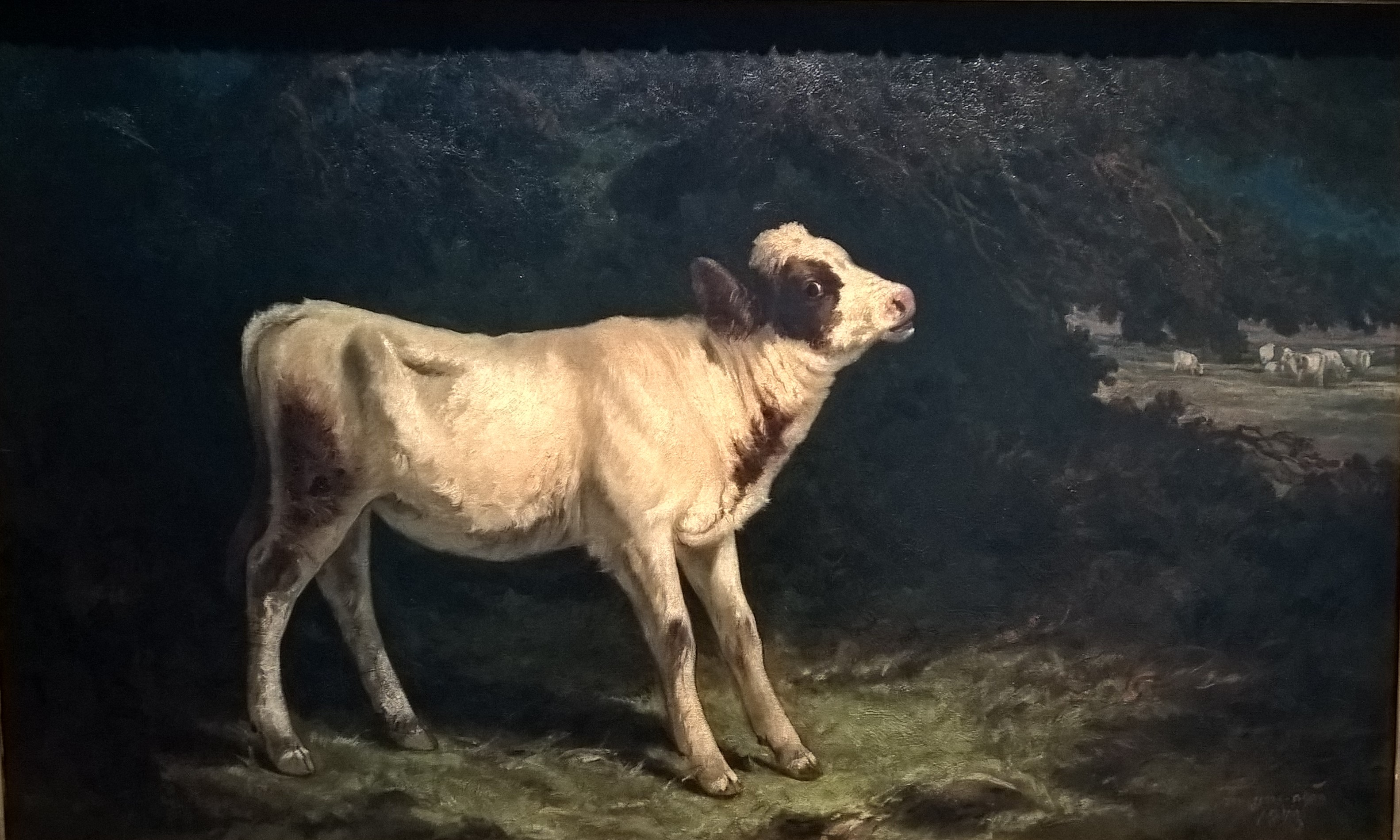
Le Veau (1871), Musée du Chiado
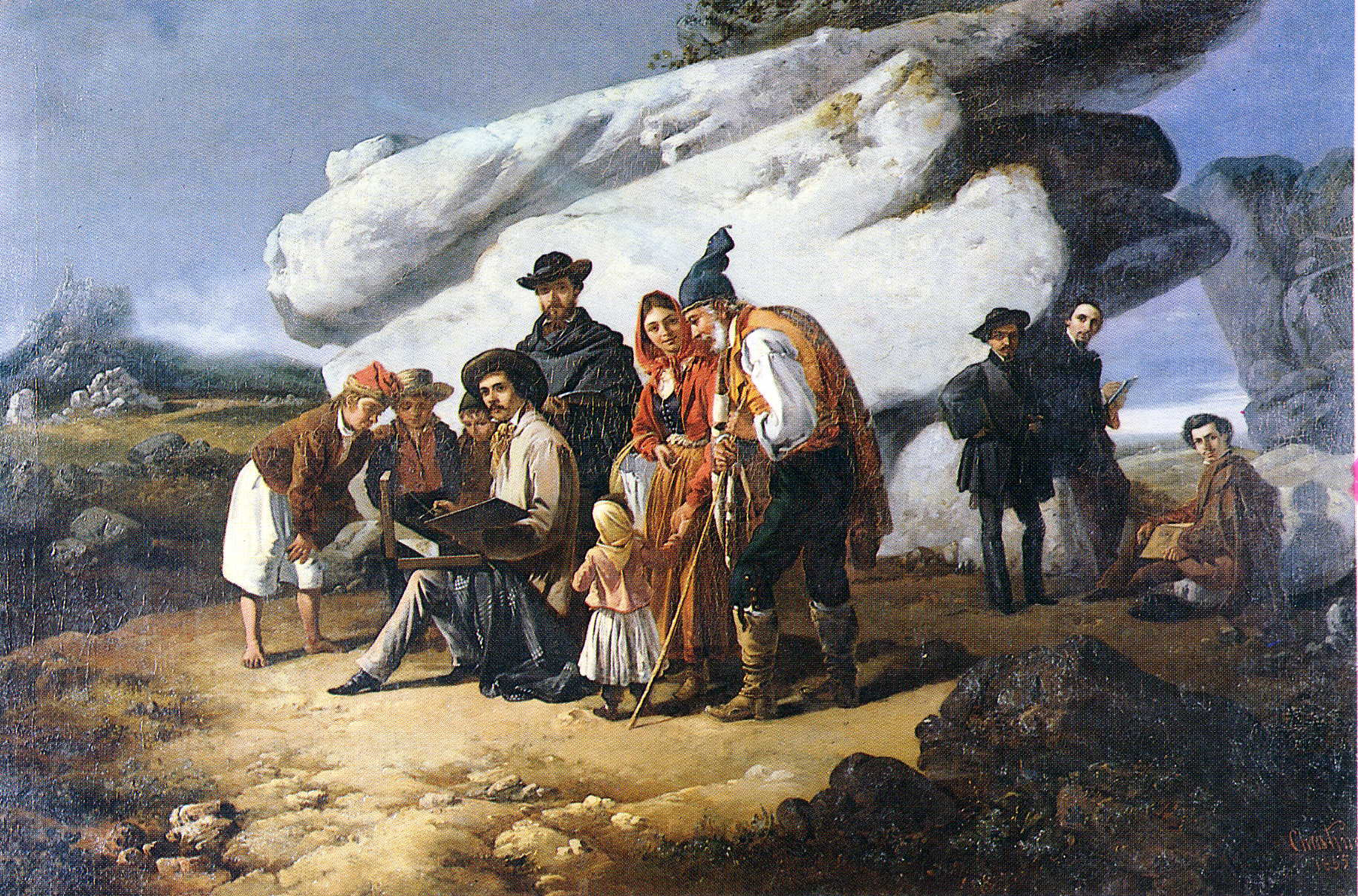
Cinq artistes à Sintra, réalisée par João Cristino da Silva, Tomás da Anunciação occupe une position centrale, assis, la jambe gauche avancée, vêtu d’une cape claire et coiffé d’un chapeau[5].